# Lekkoatletyka na Letnich Igrzyskach Olimpijskich 1900 – bieg na 400 metrów przez płotki mężczyzn
Bieg na 400 metrów przez płotki na igrzyskach olimpijskich w 1900 w Paryżu rozegrano 14 lipca (eliminacje) i 15 lipca 1900 (finał) w Lasku Bulońskim. Początkowo miało wystąpić 10 lekkoatletów, ale w końcu wystartowało 5 zawodników z 4 krajów. W ten sposób w eliminacjach odpadł tylko 1 zawodnik. W dodatku jeden z biegaczy, którzy zakwalifikowali się do finału (William Lewis) w nim nie wystąpił, prawdopodobnie dlatego, że wypadł on w niedzielę.
Była to konkurencja rozegrana po raz pierwszy na igrzyskach olimpijskich. Biegi odbyły się na bieżni o obwodzie 500 m, a płotki były zrobione ze słupów telegraficznych, zaś ostatnią przeszkodą był rów z wodą.

## Rekordy
| Rekord świata | 56,2 | Jerome Buck | Nowy Jork (USA) | 19 września 1896 |

## Eliminacje
Rozegrano dwa biegi eliminacyjne. Po dwóch pierwszych zawodników awansowało do finału.

### Bieg 1
| Poz. | Zawodnik         | Kraj              | Wynik    | Uwagi |
| ---- | ---------------- | ----------------- | -------- | ----- |
| 1.   | Walter Tewksbury | Stany Zjednoczone | 1:01,0   | Q     |
| 2.   | William Lewis    | Stany Zjednoczone | (1:02,4) | Q     |
| 3.   | Karel Nedvěd     | Królestwo Czech   | nieznany |       |

Tewksbury pokonał Lewisa o 9 metrów.

### Bieg 2
| Poz. | Zawodnik     | Kraj    | Wynik    | Uwagi |
| ---- | ------------ | ------- | -------- | ----- |
| 1.   | Henri Tauzin | Francja | 1:00,2   | Q     |
| 2.   | George Orton | Kanada  | (1:00,2) | Q     |

Bieg był formalnością, ponieważ obaj zawodnicy wchodzili do finału. Tauzin wygrał o kilka cali.

## Finał
| Poz.   | Zawodnik         | Kraj              | Wynik  | Uwagi |
| ------ | ---------------- | ----------------- | ------ | ----- |
| złoto  | Walter Tewksbury | Stany Zjednoczone | 57,6   | OR    |
| srebro | Henri Tauzin     | Francja           | (58,3) |       |
| brąz   | George Orton     | Kanada            | (58,8) |       |
| –      | William Lewis    | Stany Zjednoczone | DNS    |       |

Przed biegiem finałowym faworytem gospodarzy był Tauzin, który był nieoficjalnym rekordzistą Europy (58,8 s), pięciokrotnym mistrzem Francji i podobno był niepokonany na tym dystansie. Jednak Tewksbury zaraz po starcie objął prowadzenie i wyraźnie wygrał o 5 metrów przed Tauzinem i o 9 metrów przed Ortonem. Lewis nie stanął na starcie, prawdopodobnie, ponieważ była to niedziela.